# Anticyclone (album de Raphael)
Pour les articles homonymes, voir Anticyclone (homonymie).
Albums de Raphael
Solitude des latitudes
(2015)
Singles
1. L'Année la plus chaude de tous les temps
Sortie : 12 mai 2017
2. Retourner à la mer
Sortie : 8 novembre 2017

Anticyclone est le huitième album studio de Raphael. Il est paru le 22 septembre 2017. Le premier extrait est L'Année la plus chaude de tous les temps.

## Liste des titres
Toutes les chansons sont écrites et composées par Raphaël Haroche sauf Les Gens (musique : Gaëtan Roussel) et La Lune (musique : Raphaël Haroche & Gaëtan Roussel).
| No  | Titre                                             | Durée |
| --- | ------------------------------------------------- | ----- |
| 1.  | L'Année la plus chaude de tous les temps          | 3:50  |
| 2.  | Fièvres d'Asie                                    | 3:16  |
| 3.  | Retourner à la mer                                | 3:33  |
| 4.  | Je ne pense plus à voyager                        | 2:36  |
| 5.  | Je fume                                           | 2:50  |
| 6.  | Paris est une fête                                | 3:38  |
| 7.  | Cet amour                                         | 2:52  |
| 8.  | Les Gens                                          | 2:26  |
| 9.  | Quel genre d'ami ferait ça                        | 2:27  |
| 10. | La question est why (en duo avec Mélanie Thierry) | 2:29  |
| 11. | La Lune                                           | 3:03  |

## Classement hebdomadaire
| Classement (2017)            | Meilleure position |
| ---------------------------- | ------------------ |
| Belgique (Flandre Ultratop)  | 189                |
| Belgique (Wallonie Ultratop) | 5                  |
| France (SNEP)                | 14                 |
| Suisse (Schweizer Hitparade) | 14                 |